# Рават (посёлок)
Рават (узб. Rovot / Ровот) — посёлок городского типа, расположенный на территории Мархаматского района Андижанской области Республики Узбекистан.

Статус посёлка городского типа с 2009 года.